# Yves Pinguilly
Yves Pinguilly est un auteur français né le 5 avril 1944 à Montoire-sur-le-Loir et mort le 16 novembre 2024 à Pabu.

## Biographie
Fils d'un ouvrier en métallurgie, il se destine initialement à occuper le même emploi que son père, et entre à 14 ans comme apprenti aux Chantiers de la Loire à Nantes.
Il découvre alors la poésie (Rimbaud, Baudelaire, Blake, Cendrars…) et décide finalement de devenir écrivain. Il embarque comme « novice » sur un cargo, et naviguera plusieurs années à travers le monde. À seize ans et demi, il bouclera son premier tour du monde.
De retour en France, il s'installe à Paris, où il se marie et fait ses premières publications. Il passe son Certificat d’Aptitude aux Fonctions de Bibliothécaire, et travaillera plusieurs années dans les bibliothèques de la banlieue parisienne.
Il exerce diverses professions, dont celle d'animateur culturel — notamment à la Maison de la culture du Havre —, et consultant pour des organisations internationales (Agence de la francophonie, Ligue internationale de l’enseignement, Unesco…).
En 1984, il est le premier vice-président de la Charte des auteurs et illustrateurs pour la jeunesse, lorsque celle-ci se constitue en association loi 1901, sous la présidence de Christian Grenier.
Au fil des années il a écrit plus de cent cinquante titres, dont une majorité d'œuvres pour l’enfance et la jeunesse, dont la moitié en rapport avec l'Afrique subsaharienne.
Yves Pinguilly à Pabu meurt le 16 novembre 2024 à l'âge de 80 ans,.

## Œuvre

### Romans et récits
- Yves Pinguilly, L’été des confidences et des confitures, Paris, Éditions de l'Amitié, coll. « Bibliothèque de l'amitié », 1979, 149 p. (ISBN 2-7002-0135-3)
- Yves Pinguilly, La folie mauve des lilas, Paris, Éditions de l'Amitié, coll. « Les Chemins de l'amitié », 1980, 220 p. (ISBN 2-7002-0172-8)
- Yves Pinguilly, Le Cœur qui pique les yeux, Lyon, Chardon bleu, coll. « Grands caractères », 1986, 181 p. (ISBN 2-86833-012-6)
- Yves Pinguilly, L'Amour baobab, Paris, Librairie générale française, coll. « Le Livre de poche », 1987, 95 p. (ISBN 2-253-04339-7)
- Yves Pinguilly (ill. Nadine Brass), Une semaine au cimetière, Paris, Casterman, coll. « Mystère », 1988, 85 p. (ISBN 2-203-16201-5)
- Yves Pinguilly (ill. Michel Charrier), Une Journée dans la vie de Roméo et Juliette, Paris, Hachette, coll. « Le Livre de poche », 1988, 63 p. (ISBN 2-01-013720-5)
- Yves Pinguilly (ill. Nadine Brass), Où sont passées les mémés, Paris, Casterman, coll. « Mystère », 1989, 121 p. (ISBN 2-203-16211-2)
- Yves Pinguilly, Paris Afrique, Paris, Rageot, coll. « Cascade », 1992, 123 p. (ISBN 2-7002-1208-8)
- Yves Pinguilly, Le gros grand gri-gri, Paris, L’Harmattan, coll. « Jeunesse », 1992, 127 p. (ISBN 2-7384-1597-0, lire en ligne)
- Yves Pinguilly, Le Buveur d’écume, Paris, Rageot, coll. « Cascade », 1993, 186 p. (ISBN 2-7002-2076-5)
- Yves Pinguilly, Ma poupée chérie, Paris, Casterman, coll. « Mystère », 1993, 122 p. (ISBN 2-203-16219-8)
- Yves Pinguilly (ill. Zaü), Le Ballon d’or, Paris, Rageot, coll. « Cascade », 1994, 156 p. (ISBN 2-7002-2229-6)
- Yves Pinguilly, Le secret de la falaise, Paris, Nathan, coll. « Pleine Lune : aventure », 1995, 150 p. (ISBN 2-09-282161-X)
- Yves Pinguilly, Rock parking, Paris, Casterman, coll. « Dix & plus », 1995, 114 p. (ISBN 2-203-11765-6)
- Yves Pinguilly, Le strip-tease de la maîtresse, Paris, Casterman, coll. « Dix & plus », 1996, 101 p. (ISBN 2-203-11781-8)
- Yves Pinguilly, Meurtre noir et grigri blanc, Paris, Magnard jeunesse, coll. « Les policiers », 1997, 140 p. (ISBN 2-210-97754-1)
- Yves Pinguilly, L’abordage de la Croix-Morte, Le Faouët, Liv'éd., coll. « Létavia jeunesse », 1997, 159 p. (ISBN 2-910781-26-7)
- Yves Pinguilly, Dernier crime avant les soldes, Paris, Magnard jeunesse, coll. « Les policiers », 1998, 139 p. (ISBN 2-210-97764-9)
- Yves Pinguilly (ill. Pierre Fouillet), Penalty à Ouagadougou, Paris, Magnard jeunesse, coll. « Les P’tits policiers », 1999, 46 p. (ISBN 2-210-98020-8)
- Yves Pinguilly, Cousu de fil noir, Paris, Albin-Michel, coll. « Le furet enquête », 1999, 175 p. (ISBN 2-226-09145-9)
- Yves Pinguilly, Hubert le loup, Paris, Nathan, coll. « Demi Lune : aventure », 1999, 40 p. (ISBN 2-09-275051-8)
- Yves Pinguilly (ill. Olivier Balez), Police python, Paris, Nathan, coll. « Lune noire », 2000, 164 p. (ISBN 2-09-282299-3)
- Yves Pinguilly, En sortant de l’école, Paris, Magnard jeunesse, coll. « Les P’tits policiers », 2001, 47 p. (ISBN 2-210-98052-6)
- Yves Pinguilly, Pas d’pot pour les poules, Paris, Casterman, coll. « Dix & Plus », 2001, 118 p. (ISBN 2-203-11912-8)
- Yves Pinguilly, Manèges dans le désert, Paris, Nathan, coll. « Pleine Lune », 2001, 146 p. (ISBN 2-09-282331-0)
- Yves Pinguilly, L'île de la lune, Toulouse, Milan, 2001, 205 p. (ISBN 2-7459-0446-9)
- Yves Pinguilly, Le bateau qui pleure, Paris, Syros, coll. « Mini souris aventure », 2001, 30 p. (ISBN 2-84146-983-2)
- Yves Pinguilly, La maison de l'île, Paris, Magnard jeunesse, coll. « Les pt'its intrépides », 2002, 47 p. (ISBN 2-210-98106-9)
- Yves Pinguilly, Vol au musée, Toulouse, Milan, coll. « Poche cadet + », 2002, 78 p. (ISBN 2-7459-0719-0)
- Yves Pinguilly, Pas de médailles pour les truands, Paris, Magnard jeunesse, coll. « Les P'tits policiers », 2002, 47 p. (ISBN 2-210-98071-2)
- Yves Pinguilly, Un loup à la pêche, Toulouse, Milan, coll. « Poche cadet : éclats de rire », 2003, 37 p. (ISBN 2-7459-0856-1)
- Yves Pinguilly, La maîtresse en détresse, Paris, Nathan, coll. « Demi Lune », 2003, 44 p. (ISBN 2-09-275101-8)
- Yves Pinguilly, Surprise sur la piste, Le Château-d'Olonne, d'Orbestier, coll. « Azymut », 2003, 123 p. (ISBN 2-84238-064-9)
- Yves Pinguilly, Un tirailleur en enfer : Verdun 1916, Paris, Nathan, coll. « Les romans de la mémoire », 2003, 132 p. (ISBN 2-09-211166-3)
- Yves Pinguilly, L’enlèvement de la Joconde, Paris, Nathan, coll. « Poche policier », 2005, 107 p. (ISBN 2-09-250548-3)
- Yves Pinguilly, Direct au cœur, Clichy, Éd. du Jasmin, coll. « Roman jeunesse », 2005, 76 p. (ISBN 2-912080-42-8)
- Yves Pinguilly, Les sanglots longs des violons de la mort : avoir dix-huit ans à Auschwitz, Paris, Oskar jeunesse collection=Cadet, 2005, 39 p. (ISBN 2-35000-044-3)
- Yves Pinguilly, L’esclave du fleuve des fleuves, Paris, Oskar jeunesse, coll. « Cadet », 2006, 41 p. (ISBN 2-35000-054-0)
- Yves Pinguilly, L’assassin connaît la musique, Paris, Nathan, coll. « Poche policier », 2006
- Yves Pinguilly, Le goût du vent, Paris, Hachette, coll. « Le livre de poche », 2006, 221 p. (ISBN 2-01-321193-7)
- Yves Pinguilly, Rendez-vous au Chemin des Dames, Paris, Oskar, coll. « Cadet. Histoire & société », 2007, 51 p. (ISBN 978-2-35000-123-4)
- Yves Pinguilly, Massacre dans la basse-cour : Une enquête du commissaire Frolot, Paris, Oskar, 2007
- Yves Pinguilly, Cadavre en solde : Une enquête du commissaire Frolot, Paris, Oskar, 2007
- Yves Pinguilly, Le Nègre de Nantes, Paris, Oskar, coll. « Junior », 2007, 219 p. (ISBN 978-2-35000-169-2)
- Yves Pinguilly, Touchez pas au fétiche : Une enquête du commissaire Frolot, Paris, Oskar, coll. « Oskar polar », 2007, 108 p. (ISBN 978-2-35000-182-1)
- Yves Pinguilly, Temps mort pour Mouloud : Une enquête du commissaire Frolot, Paris, Oskar, coll. « Oskar polar », 2007, 118 p. (ISBN 978-2-35000-226-2)
- Yves Pinguilly, Un printemps fusillé, Paris, Oskar, 2007
- Yves Pinguilly, Rouleau de printemps, Nantes, Gulf Stream, coll. « Les romans bleus », 2007, 122 p. (ISBN 978-2-909421-86-5)
- Yves Pinguilly, Embrouille en brousse, Chevilly-Larue, Éd. Monde global, coll. « Aventuriers du monde », 2008, 124 p. (ISBN 978-2-916435-32-9)
- Yves Pinguilly, La défaite des mères, Paris, Oslo, coll. « Le temps qui passe », 2008, 166 p. (ISBN 978-2-35754-008-8), avec Adrienne Yabouza
- Yves Pinguilly, Bangui...allowi, Paris, Oslo. coll. « Le temps qui passe », 2009, avec Adrienne Yabouza
- Yves Pinguilly, Cœur boucané, Paris, Oskar , 2010
- Yves Pinguilly, Fou l'amour, Paris Oskar, 2011
- Yves Pinguilly, Les mots perdus, Paris, Oskar, 2013
- Yves Pinguilly, Frissons de foot à, Bangui, Rue du Monde, 2010
- Yves Pinguilly, Sœur blanche, sœur noire, Rue du Monde 2011
- Yves Pinguilly, La maîtresse en détresse, Gargantua, 2012
- Yves Pinguilly, La fleur au fusil, Paris, Oskar, 2014
- Yves Pinguilly, Le bleu du ciel biani biani, Paris, Oslo, coll. « Le temps qui passe », 2010, avec Adrienne Yabouza
- Yves Pinguilly, Même les poissons du fleuve pleuraient, Le Jasmin, 2014

### Contes et légendes
- Yves Pinguilly, Le lièvre et la soupe au pili-pili : et autres contes d'Afrique, Paris, Rageot, coll. « Cascade contes », 1994, 107 p. (ISBN 2-7002-2145-1)
- Yves Pinguilly, Contes et légendes de Bretagne, Paris, Nathan, coll. « Contes et légendes », 1996, 194 p. (ISBN 2-09-282300-0)
- Yves Pinguilly, Contes et légendes l’Afrique d'Ouest en Est, Paris, Nathan, coll. « Contes et légendes », 1997, 230 p. (ISBN 2-09-282309-4)
- Yves Pinguilly, Contes et légendes, la Corne de l'Afrique : paroles douces comme la soie et semelles de vent, Paris, Nathan, coll. « Contes et légendes », 2002, 230 p. (ISBN 2-09-282362-0)
- Yves Pinguilly, L’âne au crottin d’or, Paris, Oskar, coll. « Histoires à lire et à écouter », 2005, 31 p. (ISBN 2-35000-043-5)Accompagné d'un disque compact de 16 min
- Yves Pinguilly, Sous l’arbre à palabres : contes d'Afrique de l'Ouest, Paris, Vilo jeunesse, coll. « Si le monde m'était conté », 2006, 92 p. (ISBN 2-7191-0798-0)
- Yves Pinguilly, L’histoire du pêcheur, Clichy, Éd. du Jasmin, 2007
- Yves Pinguilly, Les six frères et autres contes d’Afrique de l’Est, Paris, Oskar, 2008
- Yves Pinguilly, Bakari et ses dix frères, Paris, Belin, 2013

### Albums
- Yves Pinguilly, Escargot des villes et des champs, Paris, Messidor - la Farandole, coll. « Mille images », 1983
- Yves Pinguilly, Raconte-mois, Paris, Hachette, coll. « Le Livre de poche », 1988
- Yves Pinguilly, La coccinelle, Paris, Hachette, coll. « Cadou », 1991Titre de couverture : Trois coccinelles un point c’est tout
- Yves Pinguilly, Parasol plage, Paris, Casterman, coll. « Je commence à lire », 1992
- Yves Pinguilly, Une journée à cloche-pied, Paris, Rouge et or, coll. « Premières lectures », 1994
- Yves Pinguilly, Le foot en règles, Paris, la Découverte & Syros, coll. « Mini souris documents », 1998
- Yves Pinguilly, L’esclave qui parlait aux oiseaux, Voisins-le-Bretonneux, Rue du Monde, coll. « Histoire d'histoire », 1998
- Yves Pinguilly, La Fille du roi lion, Paris, Père Castor-Flammarion, coll. « Loup-garou », 1998
- Yves Pinguilly, Les vacances du poisson rouge, Paris, Nathan, coll. « Première lune », 1999
- Yves Pinguilly, Le Chevalier tout n’œuf, Paris, Père Castor-Flammarion, coll. « Loup-garou », 1999
- Yves Pinguilly, Maman j’ai des points bleus !, Paris, Nathan, coll. « Première lune », 1999
- Yves Pinguilly, La couleur des yeux, Paris, Autrement, coll. « Autrement jeunesse », 2001
- Yves Pinguilly, Le garçon qui mouillait les poules, Ganndal-Guinée, 2001
- Yves Pinguilly, La fille de l'eau, Ganndal-Guinée, 2002
- Yves Pinguilly, La soupe au pili-pili, Paris, Autrement, coll. « Autrement jeunesse », 2003
- Yves Pinguilly, L'orange, folle de foot, Conakry/Dauphin, Ganndal-Guinée/Le Sablier, coll. « À saute-monde », 2003
- Yves Pinguilly, L'ananas grand jusqu'au ciel, Conakry/Dauphin, Ganndal-Guinée/Le Sablier, coll. « À saute-monde », 2003
- Yves Pinguilly, Le petit hippopotamtam, Paris, Albin-Michel, 2004
- Yves Pinguilly, Ploc Ploc, Tam Tam, Mont-près-Chambord, Bilboquet, 2004
- Yves Pinguilly, La pluie des mots, Paris, Autrement, coll. « Autrement jeunesse », 2005
- Yves Pinguilly, La maîtresse attend un bébé, Mont-près-Chambord, Bilboquet, 2005
- Yves Pinguilly, Même les mangues ont des papiers, Voisins-les-Bretonneux, Rue du Monde, 2006
- Yves Pinguilly, Une abeille dans le vent, Paris, Autrement, coll. « Autrement jeunesse », 2006
- Yves Pinguilly, N° 10 le pirate, Paris, Oskar, coll. « Histoires à lire et à écouter », 2006Accompagné d'un disque compact
- Yves Pinguilly, Les deux saisons du baobab, Matoury (Guyane), Ibis rouge éd., coll. « Couleurs du monde », 2006
- Yves Pinguilly, Jour de Noël à Yangassou, Voisins-les-Bretonneux, Rue du Monde, 2007
- Yves Pinguilly, Crocodile père et fils, Paris, Autrement, coll. « Autrement jeunesse », 2007
- Yves Pinguilly, Maïmouna qui avalait ses cris plus vite que sa salive, La Roque-d'Anthéron, Vents d’ailleurs, 2007
- Yves Pinguilly, Le voyage de Nyéba, Voisins-les-Bretonneux, Rue du Monde, 2008
- Yves Pinguilly, Awa et Djigui de l’autre côté des vagues, Matoury (Guyane), Ibis rouge éd., coll. « Couleurs du monde », 2008
- Yves Pinguilly, Jean et Jeanne, Paris, Vilo jeunesse, 2008
- Yves Pinguilly, Si j'étais pirate sur le "Vengeur noir", Paris, l'Élan vert, coll. « Si j'étais.. », 2008
- Yves Pinguilly, Zalissa et Yamba, Le Toucan, 2009
- Yves Pinguilly, Si j'étais footballeur, Elan Vert, 2010
- Yves Pinguilly, La rose bleu ciel, Planète rêvée, 2011
- Yves Pinguilly, Un crocodile à l'école, Planète rêvée, 2011
- Yves Pinguilly, Si j'étais chercheur d'or dans le Grand Nord, Elan Vert, 2012
- Yves Pinguilly, Little Noël en tournée, Planète Rêvée, 2012
- Yves Pinguilly, La petite vendeuse de beignets, Elan Vert, 2012
- Yves Pinguilly, Le voyage de l'arbre, Autrement, 2012
- Yves Pinguilly, La grande fleur de Nkosazana et Dylan, Oskar, 2013
- Yves Pinguilly, La maîtresse ne danse plus, Rue du Monde, 2014
- Yves Pinguilly, Sans défense, Autrement , 2015
- Yves Pinguilly, Il était une fée, Le Buveur d'encre, 2015

### Art et poésie
- Yves Pinguilly (dir.), Il était une fois, les mots, Paris, La Farandole, 1981
- Yves Pinguilly, Il était une fois, Picasso, Paris, Messidor-La Farandole, 1984
- Yves Pinguilly, Léonard de Vinci : le peintre qui parlait aux oiseaux, Paris, Casterman, coll. « Le jardin des peintres », 1990
- Yves Pinguilly, Robert, Sonia Delaunay, la couleur à quatre mains, Paris, Casterman, coll. « Le jardin des peintres », 1992
- Yves Pinguilly, Auguste Herbin, "Vendredi 1", Paris, Centre Georges Pompidou, coll. « L’art en Jeu », 1994
- Yves Pinguilly (dir.), Jeux Jongleries Rimes, Paris, Somogy, 2000
- Yves Pinguilly, Paris Bon Bec : comptines, Forcalquier, le Sablier jeunesse, 2007

### Théâtre
- Yves Pinguilly, Les vagabonds du miroir, Paris, Jean Claude Simoën, coll. « Mise en pièces », 1977
- Yves Pinguilly, La Troisième chose extraordinaire de ce jour-là, Paris, Hachette, coll. « Bibliothèque rose », 1988

### Documentaire et essais
- Yves Pinguilly, Foot, Syros, coll les mini Syros, 1994
- Yves Pinguilly, Aimé Césaire, Le nègre indélébile, Oskar, 2008
- Yves Pinguilly, Patrice Lumumba la parole assassinée, Oskar, 2010
- Yves Pinguilly, Toussaint Louverture, l'arbre noir de la liberté, Oskar, 2013
- Yves Pinguilly, Apollinaire s'en va-t-en guerre, Oskar, 2014

## Prix et distinctions
Il a reçu de nombreuses distinctions littéraires, dont :
- Prix Sobrier-Arnould de l’Académie française en 1980 pour L’été des confidences et des confitures
- le premier Prix graphique de la Foire de Bologne en 1983[6]  pour il était une fois les mots ;
- le Prix du livre romantique (Festival de Cabourg) en 1987 pour L’Amour baobab ;
- le Prix Livre Mon Ami en 1997 pour  Le Ballon d’or ;
- le Prix Littéraire Fetkann! (catégorie « prix spécial ») en 2004 pour Un tirailleur en enfer : Verdun 1916.

## Hommage
L'artiste Bertrand-Moulin a présenté en 1967 une suite d'œuvres intitulée Peintures autour des poèmes d'Yves Pinguilly.